# Domus de Janas du Mont Arista

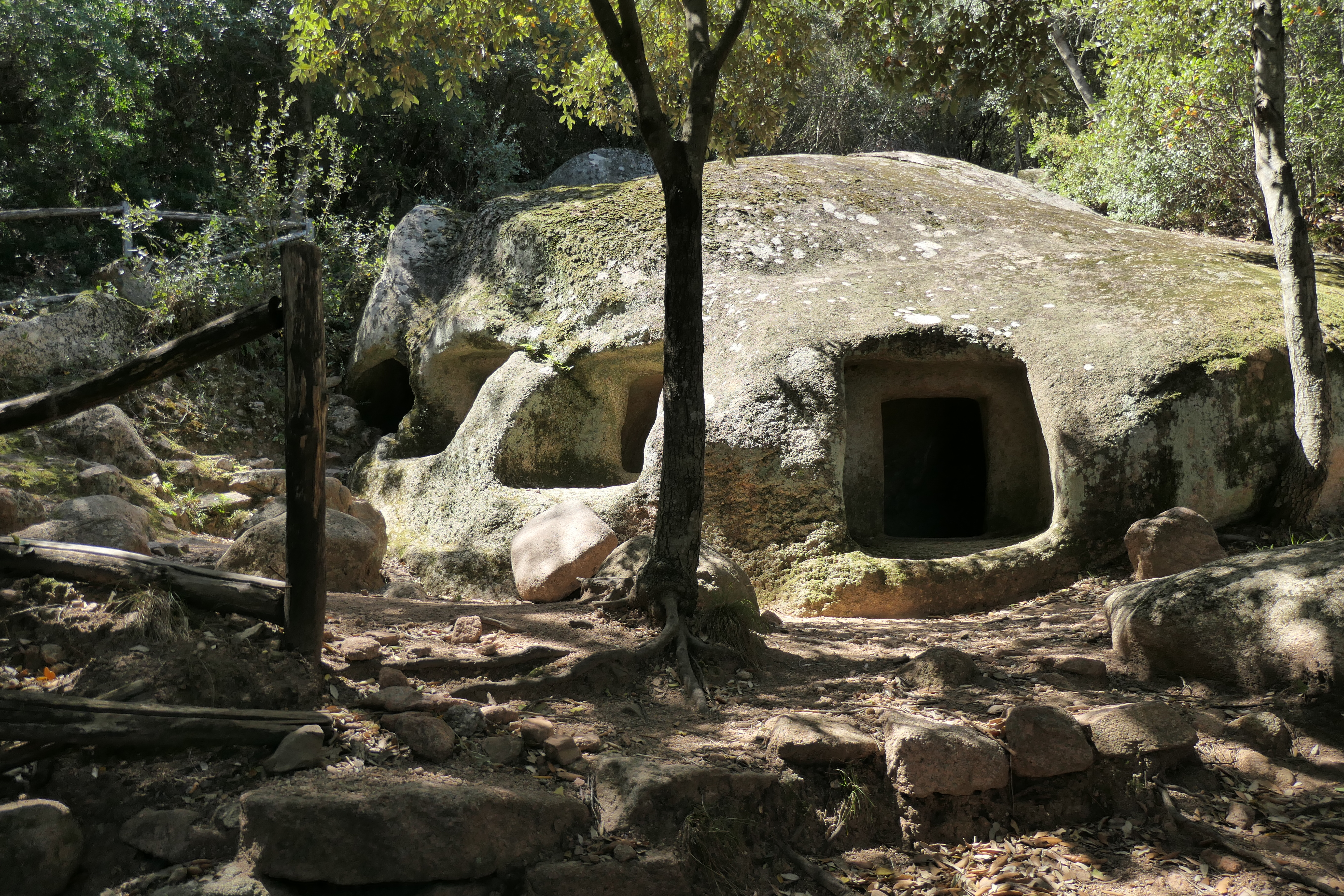
Les Domus de Janas située au Mont Arista (2024)

Les Domus de Janas du Monte Arista, constituées de dix tombes rupestres prénuragiques, sont situées dans l'île de Sardaigne sur le territoire de la commune de Cardedu, dans la province d'Ogliastra, sur le versant nord du Monte Arista. En excellent état et remontent à la phase néolithique tardive de la culture d'Ozieri.
Toutes ces « maisons de fées » ont été creusées à même la roche. Elles se trouvent au pied du Mont Arista, à l'ouest de la plage dite de Perde Pera, et sont accessibles par un sentier de randonnée balisé. Ce sentier permet également d'accéder aux quelques vestiges du Nuraghe Desfollas, à environ 300 mètres à l'ouest de la Domus de Janas, sur un promontoire du Monte Arista.
Le site funéraire est divisé en trois groupes. Le groupe A comprend des tombes ne comportant qu'une seule chambre au point le plus profond du site, tandis que les groupes B et C sont des sites à plusieurs chambres, généralement situés en groupe.
Les tombes portant les numéros de 5 à 8 de la nécropole sont les plus hautes et comportent deux ou trois chambres. Orientées longitudinalement, ces tombes à une ou deux chambres, avec de courts dromoïs grossièrement carrés, sont creusées dans des blocs de granit séparés.

## Liens Web
- Description en anglais et photos
- Description et images en italien

39.7680089.653935Koordinaten: 39° 46′ 4,8″ N, 9° 39′ 14,2″ O